# (38024) 1998 OB
1998 OB (asteroide 38024) é um asteroide da cintura principal. Possui uma excentricidade de 0.13099870 e uma inclinação de 8.98131º.
Este asteroide foi descoberto no dia 16 de julho de 1998 por ODAS em Caussols.